# 토마스 밀리안
토마스 밀리안(Tomás Milián, 1933년 3월 3일 ~ 2017년 3월 22일)은 미국의 배우이다.

## 출연 작품
- 아미스타드 - 캘더론 역